# زومانا باكيوكو
زومانا باكيوكو (11 أغسطس 1986 بباريس في فرنسا - ) (بالفرنسية: Zoumana Bakayogo)‏ هو لاعب كرة قدم فرنسي في مركز الدفاع. شارك مع منتخب ساحل العاج تحت 23 سنة لكرة القدم. أما مع النوادي، فقد لعب مع باريس سان جيرمان وبرايتون أند هوف ألبيون وليستر سيتي ونادي ترانمير روفرز لكرة القدم ونادي لوتون تاون ونادي ميلوول ويوفل تاون ونادي كرو ألكساندرا واتحاد مكابي باريس متروبول ‏.

## وصلات خارجية
- زومانا باكيوكو على موقع قاعدة بيانات كرة القدم.إي يو (الإنجليزية)
- زومانا باكيوكو على موقع Soccerbase.com (لاعب) (الإنجليزية)
- زومانا باكيوكو على موقع AS.com (الإسبانية)